# Keiji Kaimoto
Keiji Kaimoto (jap. 海本 慶治, Kaimoto Keiji; * 26. November 1972 in Suita, Präfektur Osaka) ist ein ehemaliger japanischer Fußballspieler.

## Nationalmannschaft
2000 debütierte Kaimoto für die japanische Fußballnationalmannschaft. Mit der japanischen Nationalmannschaft qualifizierte er sich für die Asienmeisterschaft 2000.

## Errungene Titel
- Asienmeisterschaft: 2000